# Антонович, Афиноген Яковлевич
Афиноге́н Я́ковлевич Антоно́вич (1848—1917) — русский экономист, статистик, педагог, доктор политэкономии и статистики, действительный статский советник (1893), тайный советник (1895), доцент кафедры полицейского права Императорского университета Св. Владимира.

## Биография
Сын священника. По окончании курса наук в Киевской семинарии (1869), получил высшее образование на юридическом факультете киевского Императорского университета Св. Владимира, закончив его со степенью кандидата (1873).
Как педагог исполнял обязанности профессора политической экономии, статистики и законоведения в Новоалександрийском институте сельского хозяйства и лесоводства. Позже читал полицейское право в своей альма-матер.
С 1887 по 1892 год был редактором умеренно-консервативной газеты «Киевское слово»; в этом русскоязычном периодическом печатном издании он неоднократно выступал как публицист. В конце 1890-х годов газета «Киевское слово» была одной из самых крупных в России (за пределами столиц), её тираж составлял от 2 тысяч до 5 тысяч экземпляров.
С 1893 на протяжении двух лет был товарищем министра финансов Российской империи, а затем состоял членом совета министерства народного просвещения Российской империи.
В начале XX века «Энциклопедический словарь Брокгауза и Ефрона» так охарактеризовал научные работы А. Я. Антоновича: «В своих трудах придерживается направления более практического, чем научного, избегая касаться наиболее важных и жгучих вопросов. Социальные проблемы кажутся А. „выдумкой каких-то всеобщих организаторов и преобразователей“. Специальную литературу за последние 20—30 лет он совсем игнорирует, оставаясь верным старым учебникам; во многих случаях он не идет далее Адама Смита, Шторха, Бастиа.» В своих сочинениях учёный отстаивал утверждение, что основа капитализма — «строго демократический принцип равенства», включая принцип равенства прибылей.
Скончался в 1917 году.

## Семья
Жена — Варвара Михайловна, дочь протоиерея, сестра профессора Сергея Михайловича Богданова.